# الإجهاض في الجبل الأسود
الإجهاض في الجبل الأسود قانوني عند الطلب خلال الأسابيع العشرة الأولى من الحمل. بين عشرة و 20 أسبوعًا, يجب الموافقة على الإجهاض من قبل لجنة, ويمكن إجراؤه فقط لأسباب طبية, إذا كان من المتوقع أن يولد الطفل بإعاقة خطيرة, أو إذا كان الحمل نتيجة جريمة, أو إذا كان من الممكن أن تواجه المرأة ظروف عائلية خطيرة أثناء الحمل أو بعد الولادة. بين 20 و 32 أسبوعًا, يجب أن تتم الموافقة على عمليات الإجهاض من قبل لجنة الأخلاقيات, ولا تُمنح إلا لأسباب طبية أو في حالة وجود عيوب جنينية خطيرة ؛ بعد 32 أسبوعًا, لا يُسمح بالإجهاض إلا لإنقاذ حياة المرأة الحامل. قانون الإجهاض الحالي, الذي يعود تاريخه إلى عام 2009, ألغى قانون 1977 السابق الذي سنته يوغوسلافيا.
يجب على المرأة أن تدفع مقابل الإجهاض الذي يتم إجراؤه عند الطلب, ولا يمكن إجراء عمليات الإجهاض إلا في المؤسسات الطبية التي تفي بمعايير دنيا معينة. يُحظر الإجهاض الانتقائي بسبب جنس الجنين تحديدًا, وكذلك اختبارات جنس الجنين خلال الأسابيع العشرة الأولى من الحمل. ومع ذلك, كانت نسبة الذكور إلى الإناث عند الولادة 109.8 خلال الفترة 2009-2011, وهو رقم مرتفع بشكل غير طبيعي يشير إلى حدوث اختيار جنس, وفقًا لتقرير صادر عن صندوق الأمم المتحدة للسكان.
اعتبارًا من 2010, كان معدل الإجهاض 6.3 حالة إجهاض لكل 1,000 امرأة تتراوح أعمارهن بين 15 و 44 سنة.